# Perkowicze (Ukraina)
Perkowicze (ukr. Перковичі) – wieś na Ukrainie w rejonie kowelskim obwodu wołyńskiego.